# Эндер, Аксель
Аксель Эндер (норв. Axel Hjalmar Ender, 14 сентября 1853[…], Аскер, Акерсхус — 10 сентября 1920[…], Кристиания) — норвежский художник и скульптор, известный прежде всего своей живописью в бытовом жанре.

## Биография

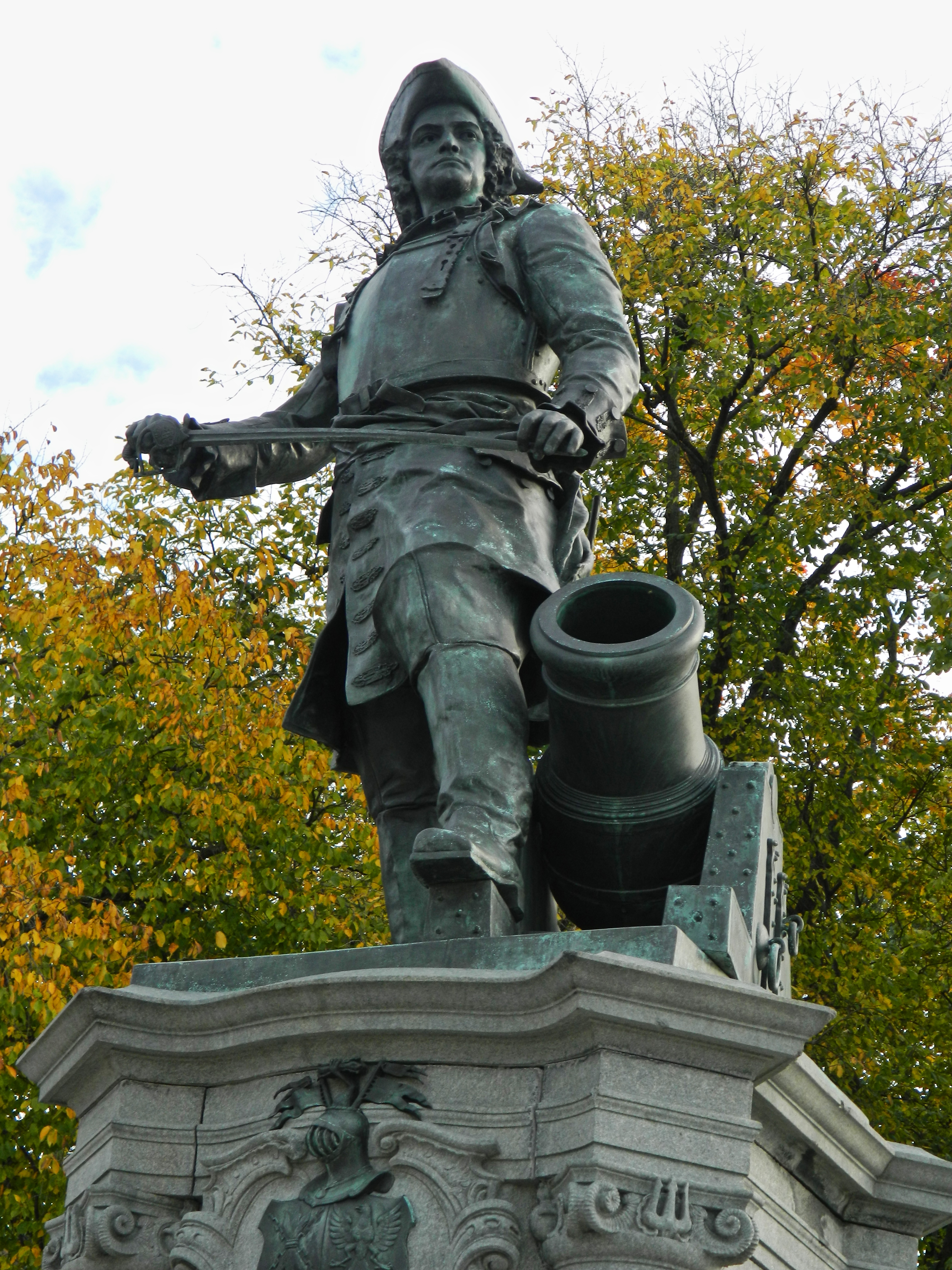
Статуя Педера Торденшельда
на площади Родхусплассен в Осло

Эндер родился в фермерской семье в Аскере в Акерсхусе, Норвегия. Он начал своё обучение искусству с 1867 по 1871 год у скульптора Юлиуса Миддельтуна в Королевской школе рисования. Позже он посещал Шведскую королевскую академию художеств (1872–1874) и Академию изящных искусств в Мюнхене (1875–1880) при финансовой поддержке короля Карла IV. Он также совершил ознакомительные поездки в Мюнхен (1875) и Париж (1878).
Его самым заметным проектом стала бронзовая скульптура Педера Торденшельда, вице-адмирала Королевского датско-норвежского флота. Его заказ на статую стал результатом крупного художественного конкурса. Эндер трудился десять лет (1891–1901), чтобы завершить скульптуру, которая сейчас стоит на площади Родхусплассен в Осло. Памятник был установлен на площади Торденшельдс в Пипервике 17 мая 1901 года, в дальнейшем перенесён на своё нынешнее место на Родхусплассен в 1955 году. За законченную работу Эндер стал рыцарем Норвежского королевского ордена Святого Олафа.
Его картины часто относились к категории романтического национализма. Многие из его ранних работ были выставлены в Музее искусств Кристиании (ныне Oslo Kunstforening). Алтари его работы можно увидеть в церкви Оснес в Хедмарке, церкви Хауг в Рингерике, церкви Кампен в Осло, церкви Остре Порсгрунн в Телемарке и церкви Луннер в Оппланне. Алтарь, который он спроектировал для бывшего собора Молде в Мёре-ог-Ромсдале, был сохранён и стоит сегодня у северной стены новой базилики, построенной в 1957 году.

## Галерея

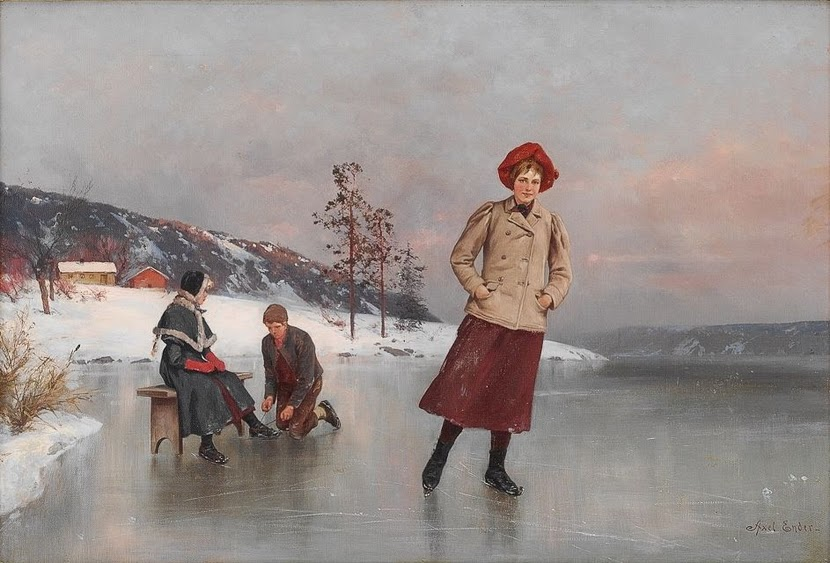
На катке
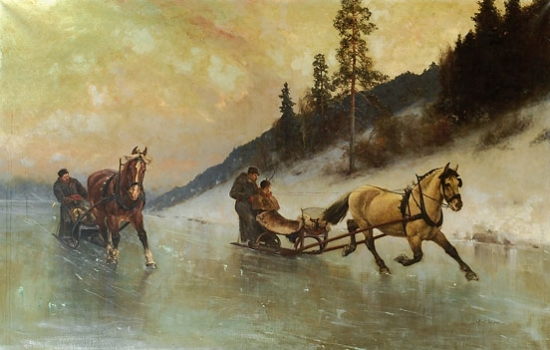
Катание на льду
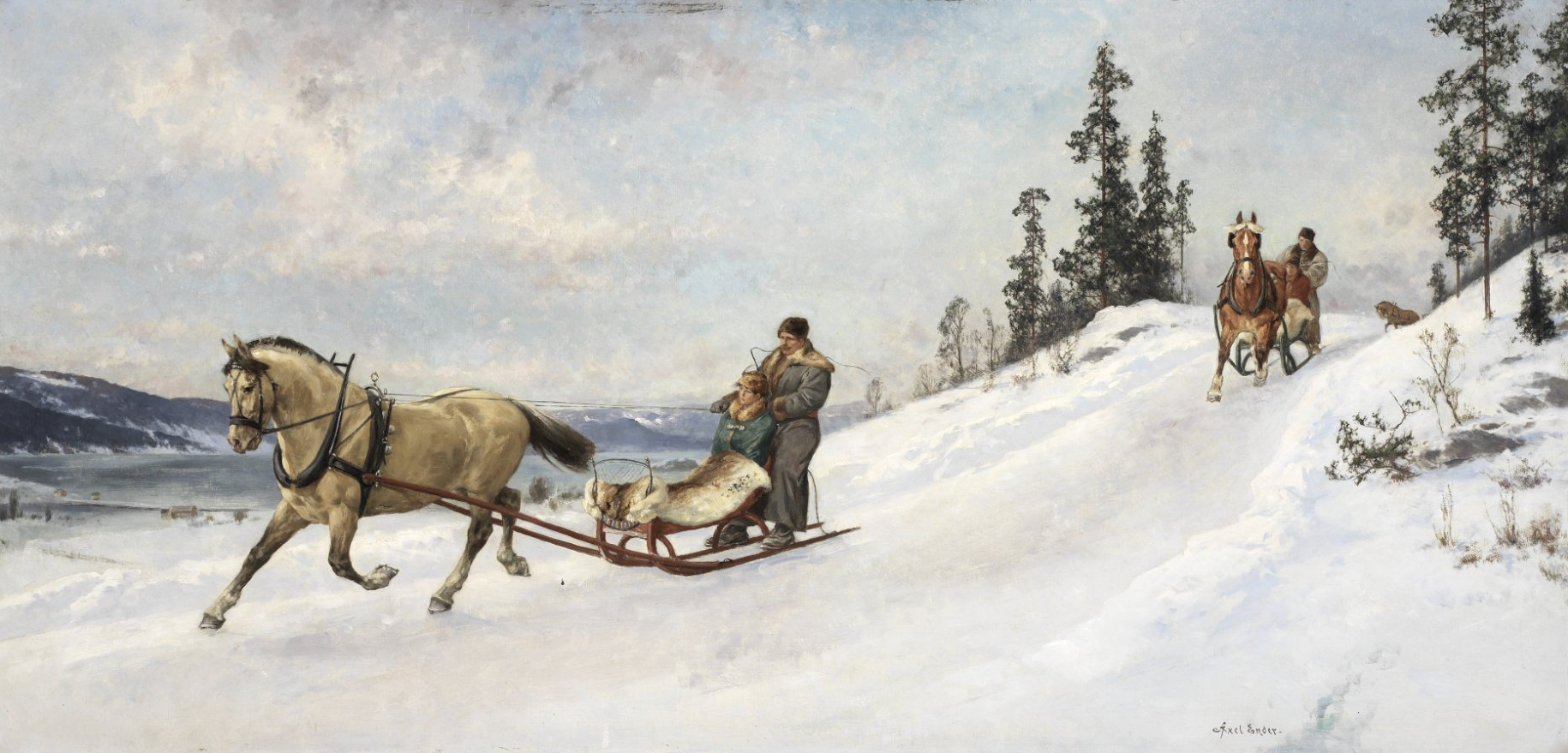
Зимний отдых
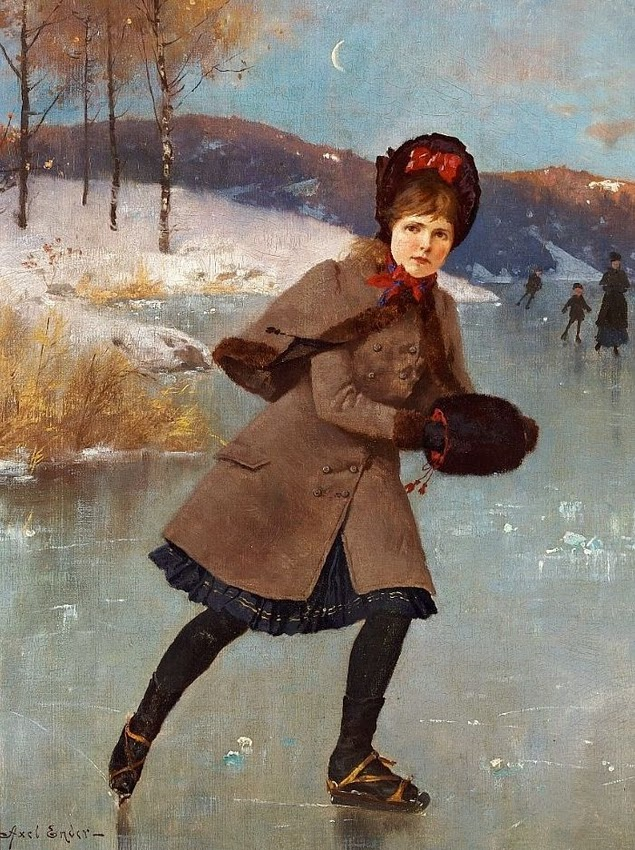
Юная девушка на замерзшем озере
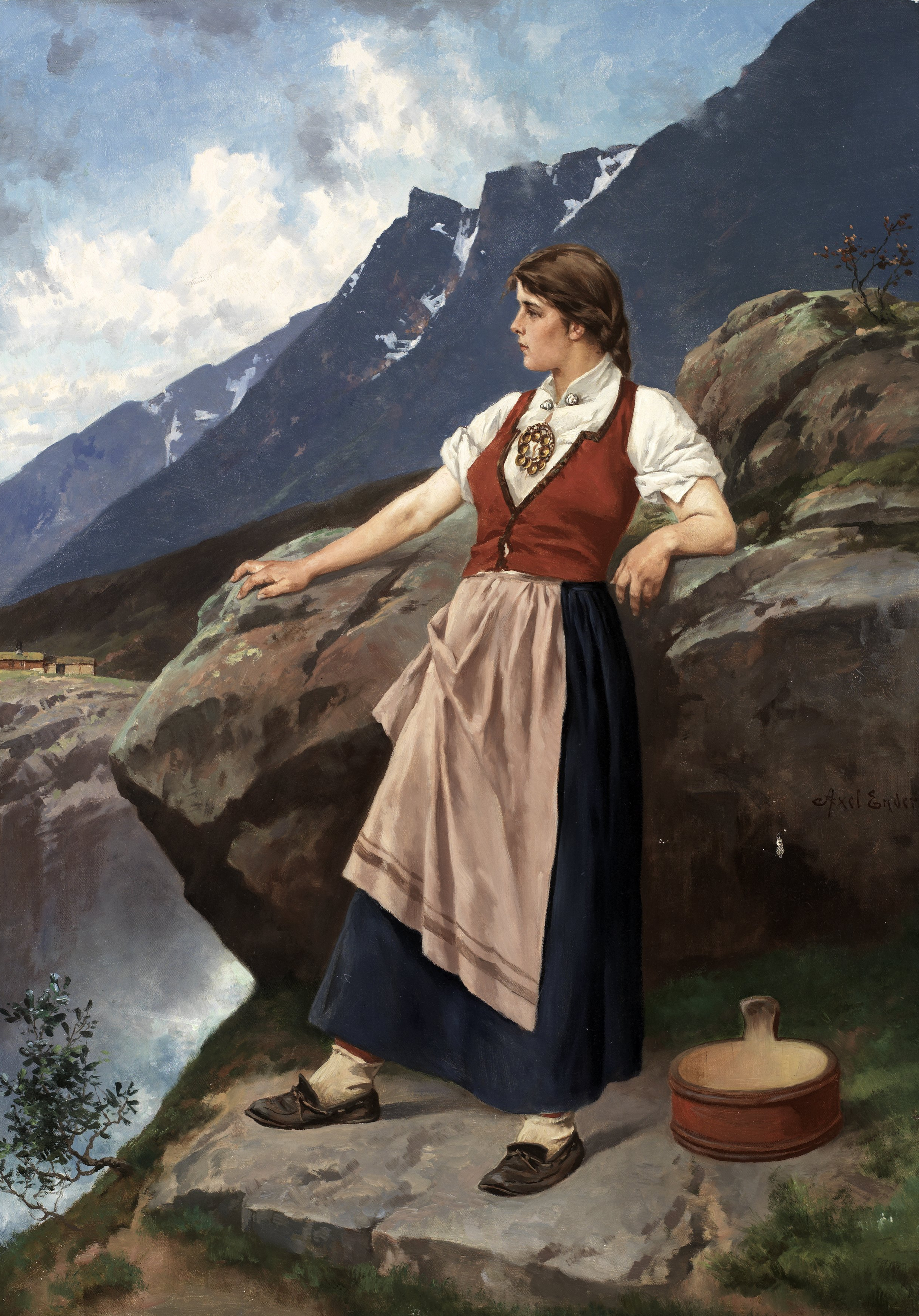
Молодая женщина осматривает окрестности
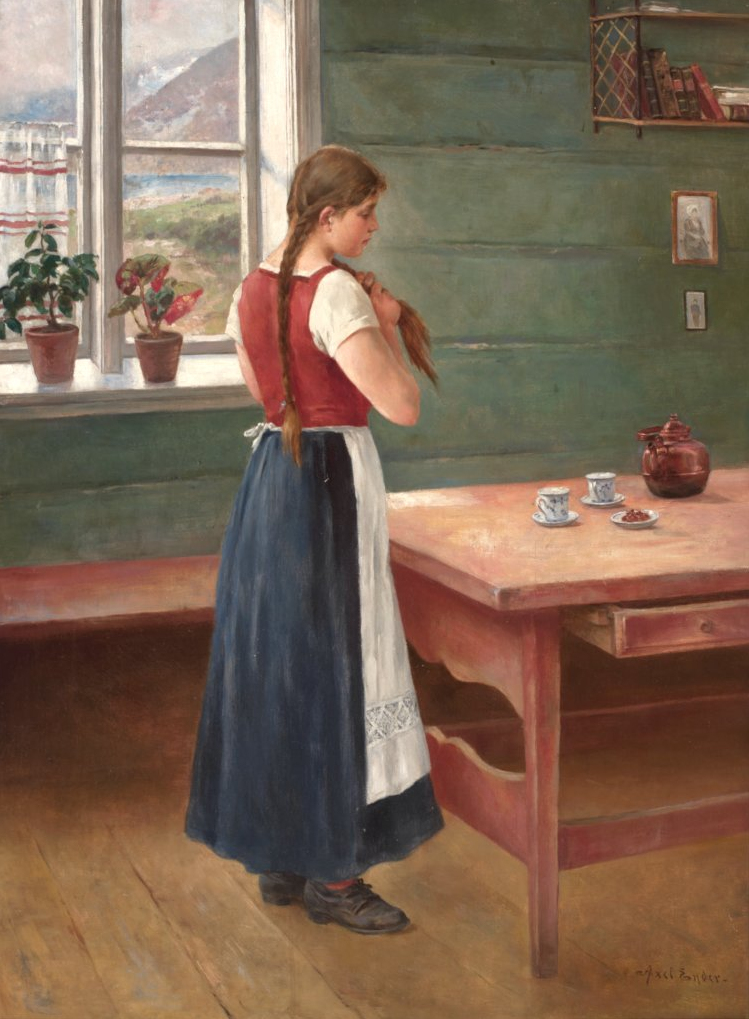
Девочка на кухне